# Кнауф, Андрей Андреевич
Андрей Андреевич Кнауф (1765, Киль, Гольштейн-Глюкштадт — 1835, Российская империя) — московский купец 1 гильдии, последний частный владелец Златоустовских заводов в 1797—1811 годах.

## Биография
Ганс Петер Андреас Кнауф родился в 1765 году в столице герцогства Гольштейнского городе Киле в семье сапожника. В 1784 году прибыл в Санкт-Петербург, сопровождая своего двоюродного брата Ганса Фридриха Кнауфа, который поехал туда в качестве подмастерья по ковке серебра. Там у них были родственники, и там начались первые «торговые университеты» Андреаса. За четыре года он прошел обучение торговому делу и в 1788 году в возрасте 23 лет переехал в Москву, где нашел работу в конторе старой голландской экспортно-импортной фирмы «Джон Тамес и К°». В Москве его дела шли настолько успешно, что за семь лет в результате торговых сделок он приобрел хорошее имущественное положение и в 1795 году вместе со своим партнером англичанином Вильямом Доути основал крупную торговую фирму «Доути, Кнауф и К°», записался в купеческое сословие, став московским купцом 1-й гильдии.
В 1796 году получил от банкира К. А. де Гассельгрена и купца Шнейдера право участия в управлении имением московского купца П. М. Гусятникова, владевшего на Урале Преображенским медеплавильным заводом. Некоторое время спустя начал переговоры о покупке и аренде Златоустовских заводов Лугининых (Златоустовский, Кусинский, Миасский и Артинский).
В бумагах Департамента горных дел было отмечено: «В 1798 году куплены были московским купцом Кнауфом у капитана Лугинина пять горных заводов, именуемых Златоустовскими… а в следующем 1799 г. высочайшим повелением заводы те куплены Государственным Ассигнационным банком, с назначением ему, Кнауфу, в возврат понесенных им убытков и употребленных на устройство заводов издержек 400 тысяч рублей ассигнациями, в число коих тогда же выдано 100 тысяч рублей, а 300 тысяч ассигнациями рассрочено на несколько лет с процентами». Для оформления этой сделки Кнауф принял Российское подданство.
В 1801 году был причислен к почетным гражданам города Москвы.
К 1804 году Кнауф приобрёл или взял в аренду несколько заводов на Среднем Урале, в частности, у дворянина И. П. Осокина были куплены несколько заводов на Среднем Урале: Бизярский, Курашимский, Саранинский, Нижне- и Верхнеиргинский, Юговский заводы за 1315 000 рублей, а с графом Г. А. Строгановым был подписан договор об аренде Кыновского, Екатериносюзвинского и Елизаветонердвинского заводов в Пермской губернии. В итоге всего за несколько лет в руках Кнауфа оказалось тринадцать горных заводов, а он стал крупнейшим уральским заводчиком.
На своих заводах Кнауф во много раз увеличил выделку металлов, ввел некоторые технические усовершенствования, которые были достигнуты в том числе благодаря тому, что Кнауф пригласил на свои заводы опытных сталеваров и мастеров выделки стальных изделий из Золингена и других немецких городов. В частности, по приглашению Кнауфа в Златоуст прибыл Александр Эверсман, комиссар железоделательных фабрик в Пруссии, в герцогстве, в которое входил и округ Золинген, признанный центр выделки холодного оружия. В 1809 с Эверсманном был подписан контракт, согласно которому Эверсману надлежало «настроить» Златоустовский завод «по лучшим образцам Европы». Эверсман впоследствии стал директором Златоустовского оружейного завода.
Тем не менее, экономическое положение заводов было сложным. В октябре 1811 года Департамент горных и соляных дел обвиняет Кнауфа в нарушении контракта. Златоустовские заводы перешли во владение государству.
В 1818 году Кнауфу пришлось вернуть Г. А. Строганову и все пермские арендованные заводы. Тогда же он был практически отстранен от управления заводами, которые он приобрел у Осокиных. Сначала кнауфскими заводами управляли банкир А. Ф. Ралль и купец В. В. Доути, главные кредиторы А. А. Кнауфа. В 1828 году предприятия окончательно перешли под казенное управление.
Результаты своих опытов и наблюдений Кнауф помещал в «Горном журнале», в частности, в этом журнале в 1830 г. была опубликована его статья «Обозрение чугуноплавильного и железного производства заводов хребта Уральского в 1827 г.» в которой приводились сведения о проведении реконструкции, объёмах производства на ряде его предприятий.
Скончался в 1835 году.